# Brandenburg települései

Brandenburg Lau 2 szerint

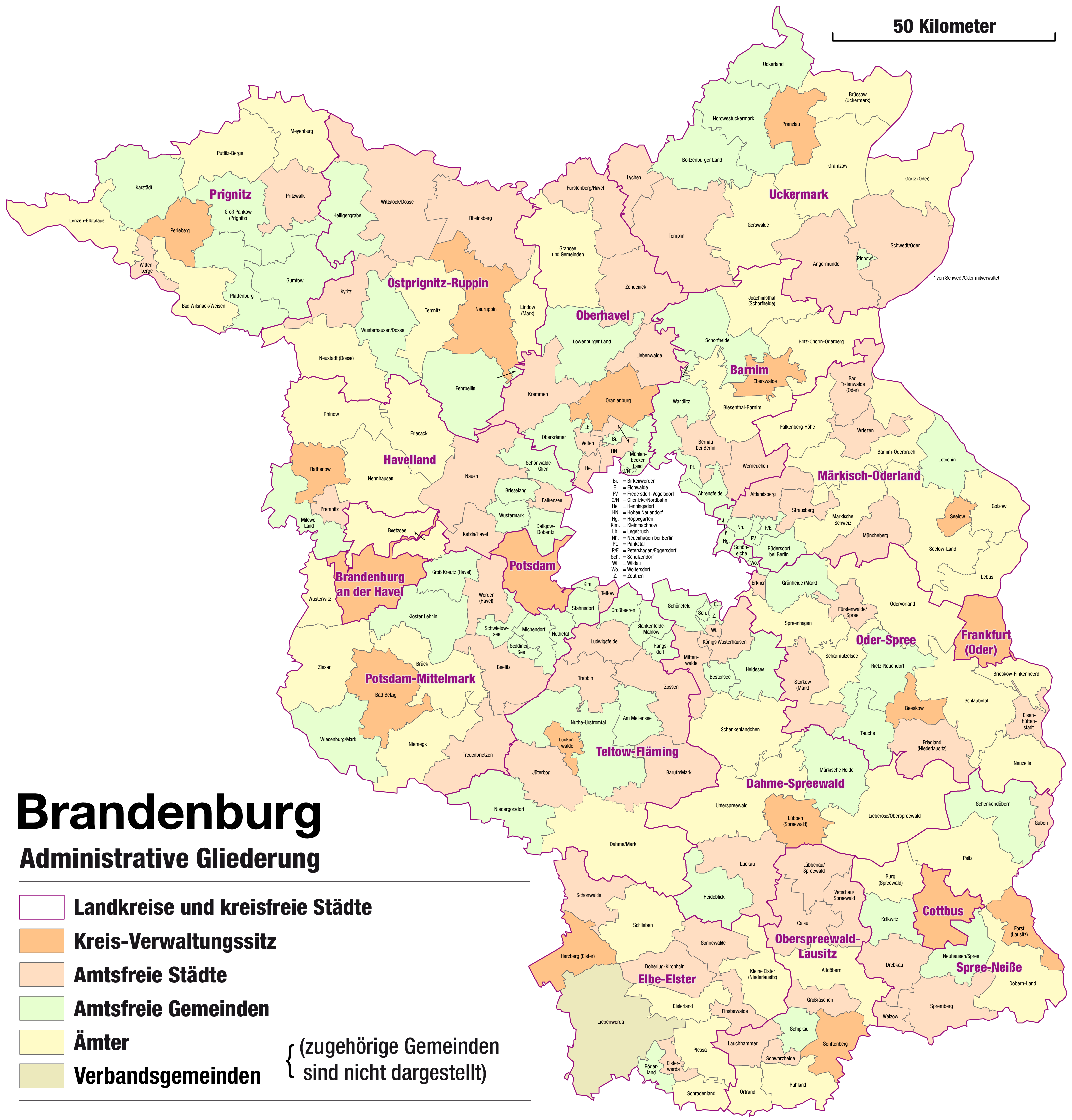
Brandenburg Lau 1 szerint

Városok és községek Brandenburgban (Németország)
Brandenburgban
- 418 önálló város és község található.

Ezek a következőképp oszlanak meg:
- - 113 város, ebből
    - 04  megyei jogú város,
    - 078 önálló város,
    - 031 város ami egy Amt (Lau 1) tagja,

  - 305  község, ebből
    - 066 önálló község és
    - 239 község ami egy Amt (Lau 1) tagja.

(Állapot: 2014. január 1.)
31 városnak és 239 községnek nincs saját közigazgatása. 52 közös közigazgatás (Amt / Lau 1 létezik.
A szorb nyelv néhány városban és községben a második hivatalos nyelv.

## Megyei jogú városok
4 megyei jogú város: (a később jövő alfabetikus lista Brandenburg minden községét tartalmazza):
- Landeshauptstadt Potsdam

| - Brandenburg an der Havel | - Cottbus / Chóśebuz | - Frankfurt (Oder) |

## Önálló városok
(ahol Lau 1 és Lau 2 egybe esik, a később jövő alfabetikus lista Brandenburg minden községét tartalmazza, a városok félkövérrel szedve):

## Nagy önálló városok
| - Bernau bei Berlin - Eberswalde (járási székhely) | - Eisenhüttenstadt - Falkensee | - Oranienburg (járási székhely) - Schwedt/Oder |

## Középső önálló városok
| - Fürstenwalde/Spree - Guben - Hennigsdorf | - Neuruppin (járási székhely) - Rathenow (járási székhely) - Senftenberg (járási székhely) | - Spremberg / Grodk - Strausberg - Wittenberge |

## Városok és községek
Minden város és község Brandenburgban (a városok félkövérrel szedve):

### A
| Ábécé szerinti tartalomjegyzék                      |
| --------------------------------------------------- |
| A B C D E F G H I J K L M N O P Q R S T U V W X Y Z |

| - Ahrensfelde - Altdöbern - Althüttendorf | - Altlandsberg - Alt Tucheband - Alt Zauche-Wußwerk | - Am Mellensee - Angermünde |

### B
| Ábécé szerinti tartalomjegyzék                      |
| --------------------------------------------------- |
| A B C D E F G H I J K L M N O P Q R S T U V W X Y Z |

| - Bad Belzig (járási székhely) - Bad Freienwalde (Oder) - Bad Liebenwerda - Bad Saarow - Bad Wilsnack - Baruth/Mark - Beelitz - Beeskow (járási székhely) - Beetzsee - Beetzseeheide - Beiersdorf-Freudenberg - Bensdorf - Berge - Berkenbrück | - Berkholz-Meyenburg - Bernau bei Berlin - Bersteland - Bestensee - Biesenthal - Birkenwerder - Blankenfelde-Mahlow - Bleyen-Genschmar - Bliesdorf - Boitzenburger Land - Borkheide - Borkwalde - Brandenburg an der Havel - Breddin | - Breese - Breydin - Brieselang - Briesen / Brjazyna - Briesen (Mark) - Brieskow-Finkenheerd - Britz - Bronkow - Brück - Brüssow - Buckautal - Buckow (Märkische Schweiz) - Burg / Bórkowy (Błota) - Byhleguhre-Byhlen / Běła Góra-Bělin |

### C
| Ábécé szerinti tartalomjegyzék                      |
| --------------------------------------------------- |
| A B C D E F G H I J K L M N O P Q R S T U V W X Y Z |

| - Calau - Carmzow-Wallmow - Casekow | - Chorin - Cottbus / Chóśebuz - Crinitz | - Cumlosen |

### D
| Ábécé szerinti tartalomjegyzék                      |
| --------------------------------------------------- |
| A B C D E F G H I J K L M N O P Q R S T U V W X Y Z |

| - Dabergotz - Dahme/Mark - Dahmetal - Dallgow-Döberitz - Diensdorf-Radlow | - Dissen-Striesow / Dešno-Strjažow - Doberlug-Kirchhain - Döbern - Drachhausen / Hochoza - Drahnsdorf | - Drebkau / Drjowk - Dreetz - Drehnow / Drjenow |

### E
| Ábécé szerinti tartalomjegyzék                      |
| --------------------------------------------------- |
| A B C D E F G H I J K L M N O P Q R S T U V W X Y Z |

| - Eberswalde (járási székhely) - Eichwalde | - Eisenhüttenstadt - Elsterwerda | - Erkner |

### F
| Ábécé szerinti tartalomjegyzék                      |
| --------------------------------------------------- |
| A B C D E F G H I J K L M N O P Q R S T U V W X Y Z |

| - Falkenberg - Falkenberg/Elster - Falkenhagen (Mark) - Falkensee - Fehrbellin - Felixsee - Fichtenhöhe | - Fichtwald - Finsterwalde - Flieth-Stegelitz - Forst (Lausitz) (járási székhely) - Frankfurt (Oder) - Frauendorf - Fredersdorf-Vogelsdorf | - Friedland - Friedrichswalde - Friesack - Fürstenberg/Havel - Fürstenwalde/Spree |

### G
| Ábécé szerinti tartalomjegyzék                      |
| --------------------------------------------------- |
| A B C D E F G H I J K L M N O P Q R S T U V W X Y Z |

| - Gartz (Oder) - Garzau-Garzin - Gerdshagen - Gerswalde - Glienicke/Nordbahn - Gollenberg - Golßen - Golzow (b.Brandenburg) - Golzow (Oderbruch) - Gorden-Staupitz - Göritz - Görzke - Gosen-Neu Zittau | - Gräben - Gramzow - Gransee - Gröden - Großbeeren - Großderschau - Großkmehlen - Groß Köris - Groß Kreutz - Groß Lindow - Groß Pankow (Prignitz) - Großräschen - Groß Schacksdorf-Simmersdorf | - Großthiemig - Großwoltersdorf - Grünewald - Grünheide (Mark) - Grünow - Grunow-Dammendorf - Guben - Guhrow / Góry - Gülitz-Reetz - Gumtow - Gusow-Platkow - Guteborn |

### H
| Ábécé szerinti tartalomjegyzék                      |
| --------------------------------------------------- |
| A B C D E F G H I J K L M N O P Q R S T U V W X Y Z |

| - Halbe - Halenbeck-Rohlsdorf - Havelaue - Havelsee - Heckelberg-Brunow - Heideblick - Heideland - Heidesee | - Heiligengrabe - Heinersbrück / Móst - Hennigsdorf - Hermsdorf - Herzberg (Elster) (járási székhely) - Herzberg (Mark) - Hirschfeld - Hohenbocka | - Hohenbucko - Hohenfinow - Höhenland - Hohenleipisch - Hohen Neuendorf - Hohenselchow-Groß Pinnow - Hoppegarten - Hornow-Wadelsdorf / Lěšće-Zakrjejc |

### I
| Ábécé szerinti tartalomjegyzék                      |
| --------------------------------------------------- |
| A B C D E F G H I J K L M N O P Q R S T U V W X Y Z |

| - Ihlow |

### J
| Ábécé szerinti tartalomjegyzék                      |
| --------------------------------------------------- |
| A B C D E F G H I J K L M N O P Q R S T U V W X Y Z |

| - Jacobsdorf - Jamlitz | - Jämlitz-Klein Düben - Jänschwalde / Janšojce | - Joachimsthal - Jüterbog |

### K
| Ábécé szerinti tartalomjegyzék                      |
| --------------------------------------------------- |
| A B C D E F G H I J K L M N O P Q R S T U V W X Y Z |

| - Karstädt - Kasel-Golzig - Ketzin/Havel - Kleinmachnow - Kleßen-Görne - Kloster Lehnin | - Kolkwitz / Gołkojce - Königs Wusterhausen - Kotzen - Krausnick-Groß Wasserburg - Kremitzaue - Kremmen | - Kroppen - Kümmernitztal - Küstriner Vorland - Kyritz |

### L
| Ábécé szerinti tartalomjegyzék                      |
| --------------------------------------------------- |
| A B C D E F G H I J K L M N O P Q R S T U V W X Y Z |

| - Langewahl - Lanz - Lauchhammer - Lawitz - Lebus - Lebusa - Leegebruch - Legde/Quitzöbel - Lenzen - Lenzerwische | - Letschin - Lichterfeld-Schacksdorf - Liebenwalde - Lieberose - Liepe - Lietzen - Lindenau - Lindendorf - Lindow (Mark) - Linthe | - Löwenberger Land - Lübben (Spreewald) (járási székhely) - Lübbenau/Spreewald / Lubnjow/Błota - Luckaitztal - Luckau - Luckenwalde (járási székhely) - Ludwigsfelde - Lunow-Stolzenhagen - Lychen |

### M
| Ábécé szerinti tartalomjegyzék                      |
| --------------------------------------------------- |
| A B C D E F G H I J K L M N O P Q R S T U V W X Y Z |

| - Marienfließ - Marienwerder - Märkisch Buchholz - Märkisch Linden - Märkisch Luch - Märkische Heide - Märkische Höhe - Mark Landin - Massen-Niederlausitz | - Melchow - Merzdorf - Mescherin - Meyenburg - Michendorf - Milmersdorf - Milower Land - Mittenwalde (Mark) - Mittenwalde (Uckermark) | - Mixdorf - Mühlberg/Elbe - Mühlenbecker Land - Mühlenberge - Mühlenfließ - Müllrose - Müncheberg - Münchehofe |

### N
| Ábécé szerinti tartalomjegyzék                      |
| --------------------------------------------------- |
| A B C D E F G H I J K L M N O P Q R S T U V W X Y Z |

| - Nauen - Neiße-Malxetal - Neißemünde - Nennhausen - Neuenhagen bei Berlin - Neuhardenberg - Neuhausen/Spree - Neulewin | - Neupetershain - Neuruppin (járási székhely) - Neu-Seeland - Neustadt (Brandenburg) - Neutrebbin - Neu Zauche / Nowa Niwa - Neuzelle - Niederer Fläming | - Niederfinow - Niedergörsdorf - Niemegk - Nordwestuckermark - Nuthetal - Nuthe-Urstromtal |

### O
| Ábécé szerinti tartalomjegyzék                      |
| --------------------------------------------------- |
| A B C D E F G H I J K L M N O P Q R S T U V W X Y Z |

| - Oberbarnim - Oberkrämer - Oberuckersee | - Oderaue - Oderberg - Oranienburg (járási székhely) | - Ortrand |

### P
| Ábécé szerinti tartalomjegyzék                      |
| --------------------------------------------------- |
| A B C D E F G H I J K L M N O P Q R S T U V W X Y Z |

| - Panketal - Parsteinsee - Passow - Paulinenaue - Päwesin - Peitz / Picnjo - Perleberg (járási székhely) - Pessin | - Petershagen/Eggersdorf - Pinnow - Pirow - Planebruch - Planetal - Plattenburg - Plessa - Podelzig | - Potsdam - Premnitz - Prenzlau (járási székhely) - Pritzwalk - Prötzel - Putlitz |

### R
| Ábécé szerinti tartalomjegyzék                      |
| --------------------------------------------------- |
| A B C D E F G H I J K L M N O P Q R S T U V W X Y Z |

| - Rabenstein/Fläming - Ragow-Merz - Randowtal - Rangsdorf - Rathenow (járási székhely) - Rauen - Rehfelde - Reichenow-Möglin | - Reichenwalde - Reitwein - Retzow - Rheinsberg - Rhinow - Rietz-Neuendorf - Rietzneuendorf-Staakow - Röderland | - Rosenau - Roskow - Rückersdorf - Rüdersdorf bei Berlin - Rüdnitz - Ruhland - Rühstädt - Rüthnick |

### S
| Ábécé szerinti tartalomjegyzék                      |
| --------------------------------------------------- |
| A B C D E F G H I J K L M N O P Q R S T U V W X Y Z |

| - Sallgast - Schenkenberg - Schenkendöbern - Schilda - Schipkau - Schlaubetal - Schlepzig - Schlieben - Schmogrow-Fehrow / Smogorjow-Prjawoz - Schönborn - Schöneberg - Schönefeld - Schöneiche bei Berlin - Schönermark - Schönewalde - Schönfeld | - Schönwald - Schönwalde-Glien - Schorfheide - Schraden - Schulzendorf - Schwarzbach - Schwarzheide - Schwedt/Oder - Schwerin - Schwielochsee - Schwielowsee - Seddiner See - Seeblick - Seelow (járási székhely) - Senftenberg (járási székhely) - Siehdichum - Sieversdorf-Hohenofen | - Sonnenberg - Sonnewalde - Spreenhagen - Spreewaldheide - Spremberg / Grodk - Stahnsdorf - Stechlin - Stechow-Ferchesar - Steinhöfel - Steinreich - Storbeck-Frankendorf - Storkow (Mark) - Straupitz / Tšupc - Strausberg - Stüdenitz-Schönermark - Sydower Fließ |

### T
| Ábécé szerinti tartalomjegyzék                      |
| --------------------------------------------------- |
| A B C D E F G H I J K L M N O P Q R S T U V W X Y Z |

| - Tantow - Tauche - Tauer / Turjej - Teichland / Gatojce - Teltow - Temmen-Ringenwalde | - Temnitzquell - Temnitztal - Templin - Tettau - Teupitz - Trebbin | - Treplin - Treuenbrietzen - Triglitz - Tröbitz - Tschernitz - Turnow-Preilack / Turnow-Pśiłuk |

### U
| Ábécé szerinti tartalomjegyzék                      |
| --------------------------------------------------- |
| A B C D E F G H I J K L M N O P Q R S T U V W X Y Z |

| - Uckerfelde - Uckerland | - Uebigau-Wahrenbrück - Unterspreewald |

### V
| Ábécé szerinti tartalomjegyzék                      |
| --------------------------------------------------- |
| A B C D E F G H I J K L M N O P Q R S T U V W X Y Z |

| - Velten - Vetschau/Spreewald / Wětošow/Błota | - Vielitzsee - Vierlinden | - Vogelsang |

### W
| Ábécé szerinti tartalomjegyzék                      |
| --------------------------------------------------- |
| A B C D E F G H I J K L M N O P Q R S T U V W X Y Z |

| - Waldsieversdorf - Walsleben - Wandlitz - Weisen - Welzow - Wendisch Rietz - Wenzlow - Werben / Wjerbno | - Werder (Havel) - Werneuchen - Wiesenau - Wiesenaue - Wiesenburg/Mark - Wiesengrund - Wildau - Wittenberge | - Wittstock/Dosse - Wollin - Woltersdorf - Wriezen - Wusterhausen/Dosse - Wustermark - Wusterwitz |

### Z
| Ábécé szerinti tartalomjegyzék                      |
| --------------------------------------------------- |
| A B C D E F G H I J K L M N O P Q R S T U V W X Y Z |

| - Zechin - Zehdenick - Zernitz-Lohm - Zeschdorf | - Zeuthen - Zichow - Ziesar - Ziethen | - Ziltendorf - Zossen |

## Fordítás
- Ez a szócikk részben vagy egészben a Liste der Städte und Gemeinden in Brandenburg című német Wikipédia-szócikk fordításán alapul.  Az eredeti cikk szerkesztőit annak laptörténete sorolja fel. Ez a jelzés csupán a megfogalmazás eredetét és a szerzői jogokat jelzi, nem szolgál a cikkben szereplő információk forrásmegjelöléseként.